# Tyler Morton
Tyler Scott Morton (* 31. Oktober 2002 in Wallasey) ist ein englischer Fußballspieler. Der zentrale Mittelfeldspieler spielt seit August 2025 bei Olympique Lyon.

## Karriere

### Im Verein
Morton begann in Wallasey beim Greenleas JFC mit dem Fußballspielen und wechselte im Alter von 7 Jahren in die Jugend des FC Liverpool. Dort durchlief er fortan alle Nachwuchsmannschaften. In der Saison 2019/20 war Morton u. a. mit den A-Junioren (U19) in der UEFA Youth League aktiv. Zur Saison 2020/21 erhielt der 17-Jährige seinen ersten Profivertrag und rückte in den Kader der U23 auf. Dort absolvierte der zentrale Mittelfeldspieler 14 Spiele in der Premier League 2 und erzielte 5 Tore. Daneben kam er noch vereinzelt für die U18 zum Einsatz, mit der er das Finale des FA Youth Cups erreichte, aber gegen Aston Villa verlor. Bereits im Januar 2021 hatte er seinen Vertrag langfristig verlängert.
Die Vorbereitung auf die Saison 2021/22 absolvierte Morton unter Jürgen Klopp mit der Profimannschaft und kam in Testspielen erstmals zum Einsatz. Ende September 2021 debütierte der 18-Jährige im EFL Cup gegen Norwich City für die Profis. Rund zwei Monate später folgten innerhalb weniger Tage sein Debüt in der Premier League bei einem 4:0-Sieg gegen den FC Arsenal über wenige Minuten und in der Champions League bei einem 2:0-Sieg gegen den FC Porto in der Startelf, als der FC Liverpool bereits für die K.-o.-Phase qualifiziert war. Morton beendete die Saison mit 2 Premier-League-Einsätzen und steuerte zu den Gewinnen des FA Cups und EFL Cups 2 bzw. 3 Einsätze bei. Für die U23 lief der Mittelfeldspieler 20-mal auf (ein Tor).
Am 1. August 2022 wurde er für die Saison 2022/23 an den Zweitligisten Blackburn Rovers ausgeliehen. Dort kam er insgesamt zu 46 Einsätzen, in denen er vier Treffer vorbereitete. Nach Ablauf der Leihe kehrte er zu den Reds zurück, wurde jedoch wenige Monate später an Hull City verliehen - 41 Einsätze führten zu drei Treffern, hinzu kommen fünf Assists. Nach neun Monaten kehrte er erneut zurück nach Liverpool. Für die Kampfmannschaft lief er insgesamt 14 Mal auf und bereitete einen Treffer vor. 42 Mal stand er in der Elf des U21-Aufgebots und durfte sich über insgesamt 18 Scorerpunkte (9 Tore, 9 Vorlagen) freuen. Im August 2025 wechselte der zu dem Zeitpunkt 22-Jährige zum französischen Verein Olympique Lyon.

### In der Nationalmannschaft
Im November 2021 debütierte der 19-Jährige in der englischen U20-Nationalmannschaft.

## Erfolge
- Englischer Pokalsieger: 2022
- Englischer Ligapokalsieger: 2022